# اوبرویس
اوبرویس (به آلمانی: Oberwies) یک شهر در آلمان است که در Verbandsgemeinde Nassau واقع شده‌است. اوبرویس ۱۷۰ نفر جمعیت دارد.